# Airwalker
Albums de Jeremy Jay
A Place Where We Could Go
(2008)
The Airwalker est le premier E.P de Jeremy Jay. Il est sorti chez K records fin 2007.  Il a été noté 7.5 par Pitchfork. Le disque comprend deux reprises : la première Lunar Camel est un morceau de Siouxsie and the Banshees  et la deuxième Angels on the Balcony est signé Blondie. 

## Liste des titres
| No | Titre                              | Durée |
| -- | ---------------------------------- | ----- |
| 1. | Lampost Scene                      |       |
| 2. | Airwalker                          |       |
| 3. | We Stay Here (In Our Secret World) |       |
| 4. | Lunar Camel                        |       |
| 5. | Angels on the Balcony              |       |
| 6. | Can We Dissapear?                  |       |